# Oder-Spree-Dahme-Radweg
Der Oder-Spree-Dahme-Radweg verbindet die Flüsse Oder, Spree und Dahme miteinander. Von Neuzelle führt der Radweg etwa 100 km bis zur Dahmebrücke in Dolgenbrodt bei Prieros.

## Sehenswürdigkeiten an der Wegstrecke
- Neuzelle: Zisterzienser-Kloster, Klosterbrauerei Neuzelle, Dorchetal
- Treppeln: Großer Treppelsee, Wirchensee, Schlaubemühle und Teufelsstein
- Chossewitz: evangelische Kirche, um 1730 aus Fachwerk
- Dammendorf: Heidereiterei- und Forstmuseum, ehemaliges Königlich Preußisches Forstamtsgebäude, Kieferndarre, Dorfkrug
- Siehdichum: Försterfriedhof, Gebäudekomplex des Forsthauses Siehdichum
- Kupferhammer: ehemaliger Kupferhammer
- Mixdorf: Dorfkirche von 1720
- Beeskow: Historische Altstadt, Burg, Sankt-Marien-Kirche, Stadtmauer, Naturlehrpfad
- Birkholz: Gutspark Birkholz, Dorfkirche, Deutschlands größtes ökologisches Wildgehege Gut Hirschaue
- Herzberg: evangelische Kirche
- Diensdorf-Radlow
- Wendisch Rietz: Haus des Gastes, Wasserrad
- Storkow: Burg Storkow, Kirche, Schleuse
- Groß Schauen: Dorfkirche
- Görsdorf: spätmittelalterliche Feldsteinkirche aus dem Jahre 1350
- Wolzig: 500 Meter vom Ortseingang entfernt befindet sich ein Wurzelbaum (Naturdenkmal)
- Blossin: altes Gutshaus
- Dolgenbrodt

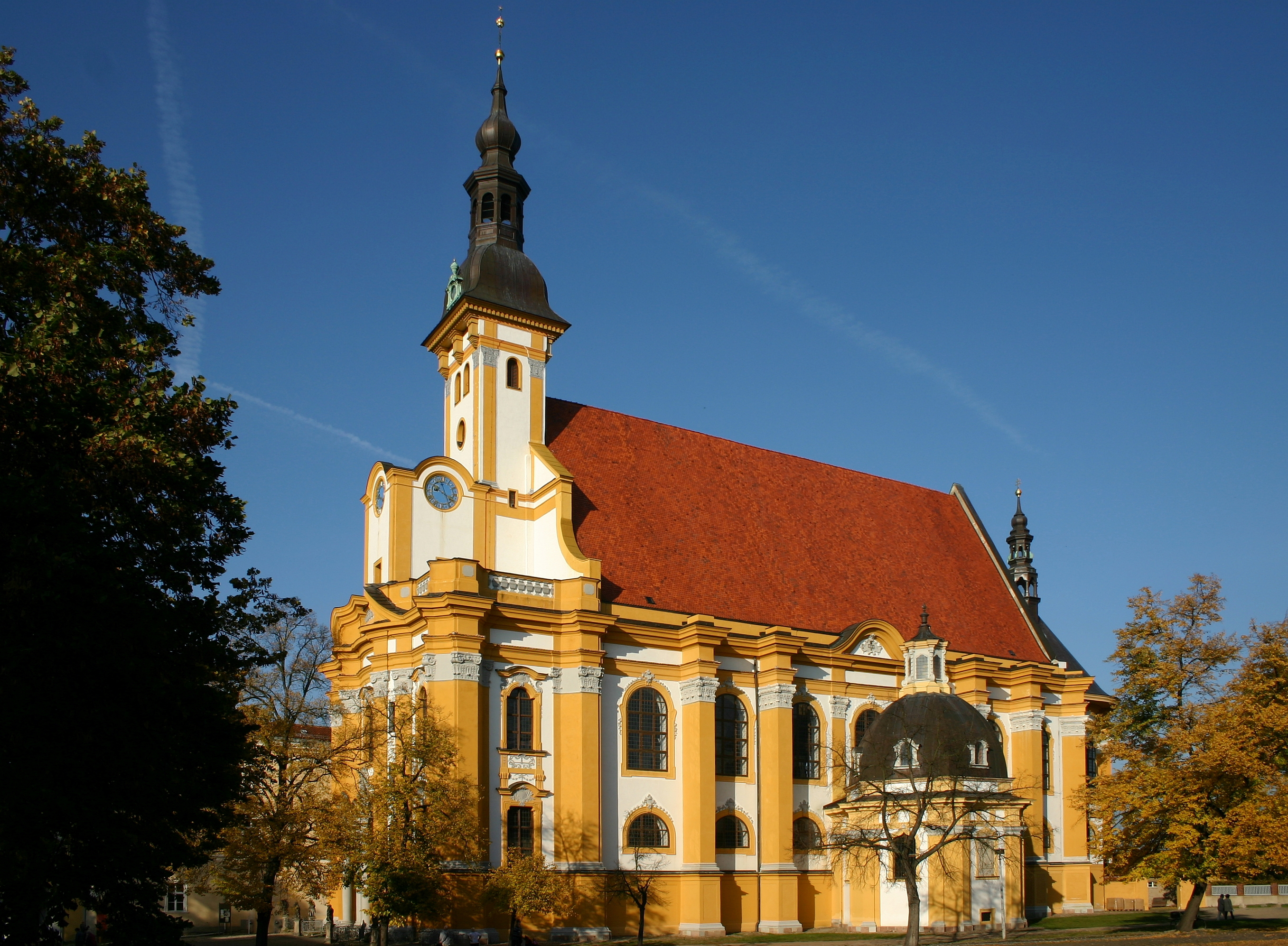
Kloster Neuzelle
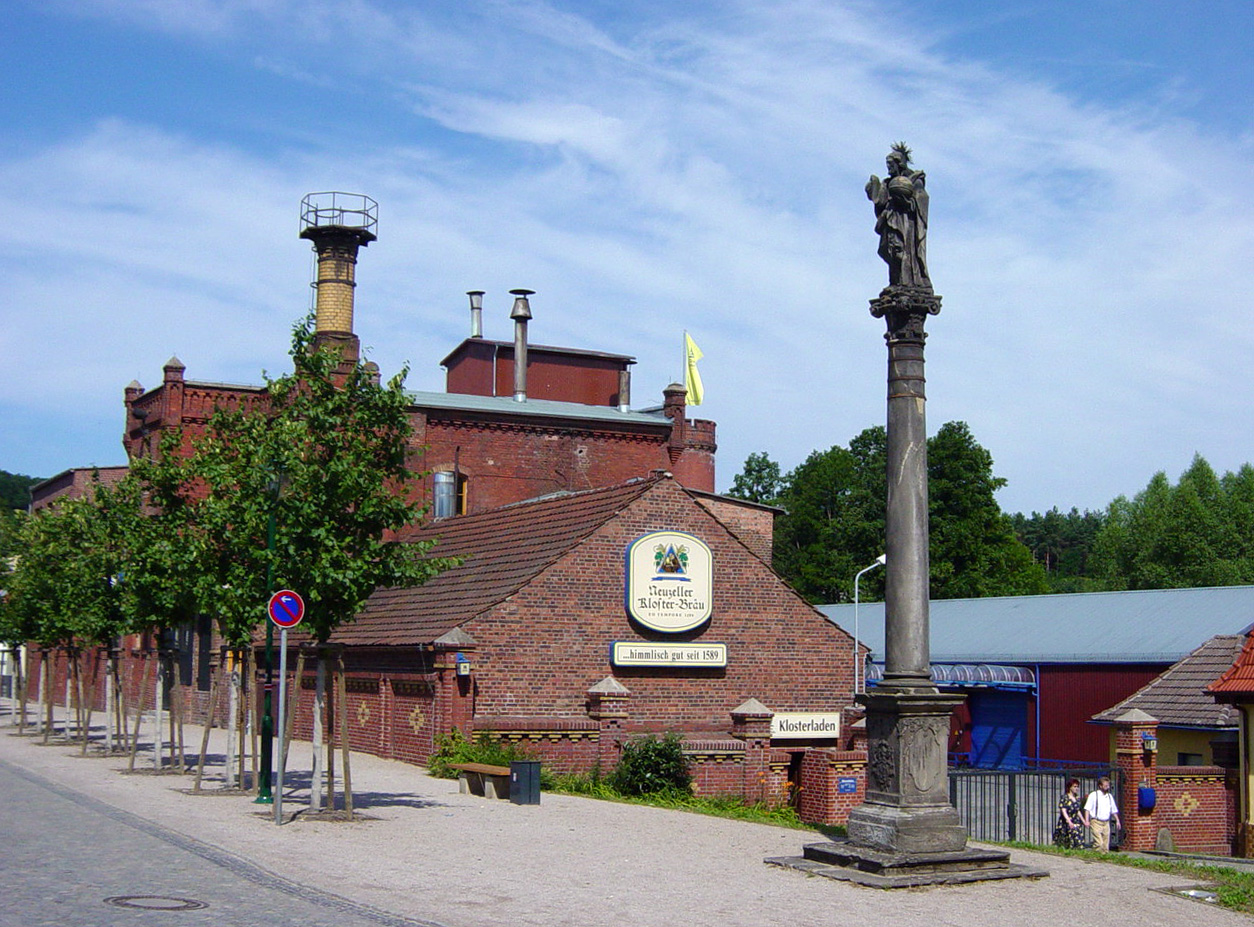
Neuzeller Klosterbrauerei
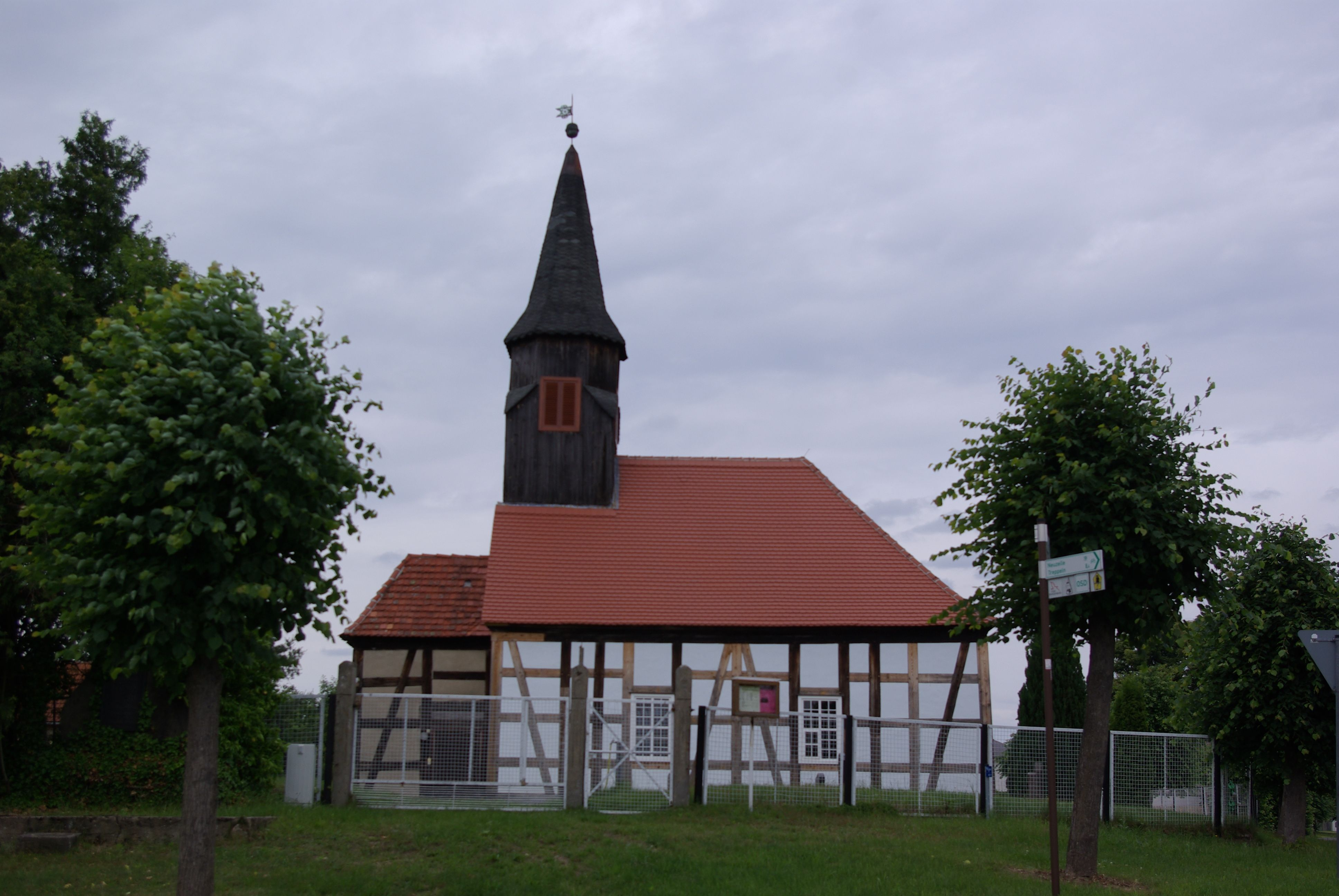
Kirche Chossewitz
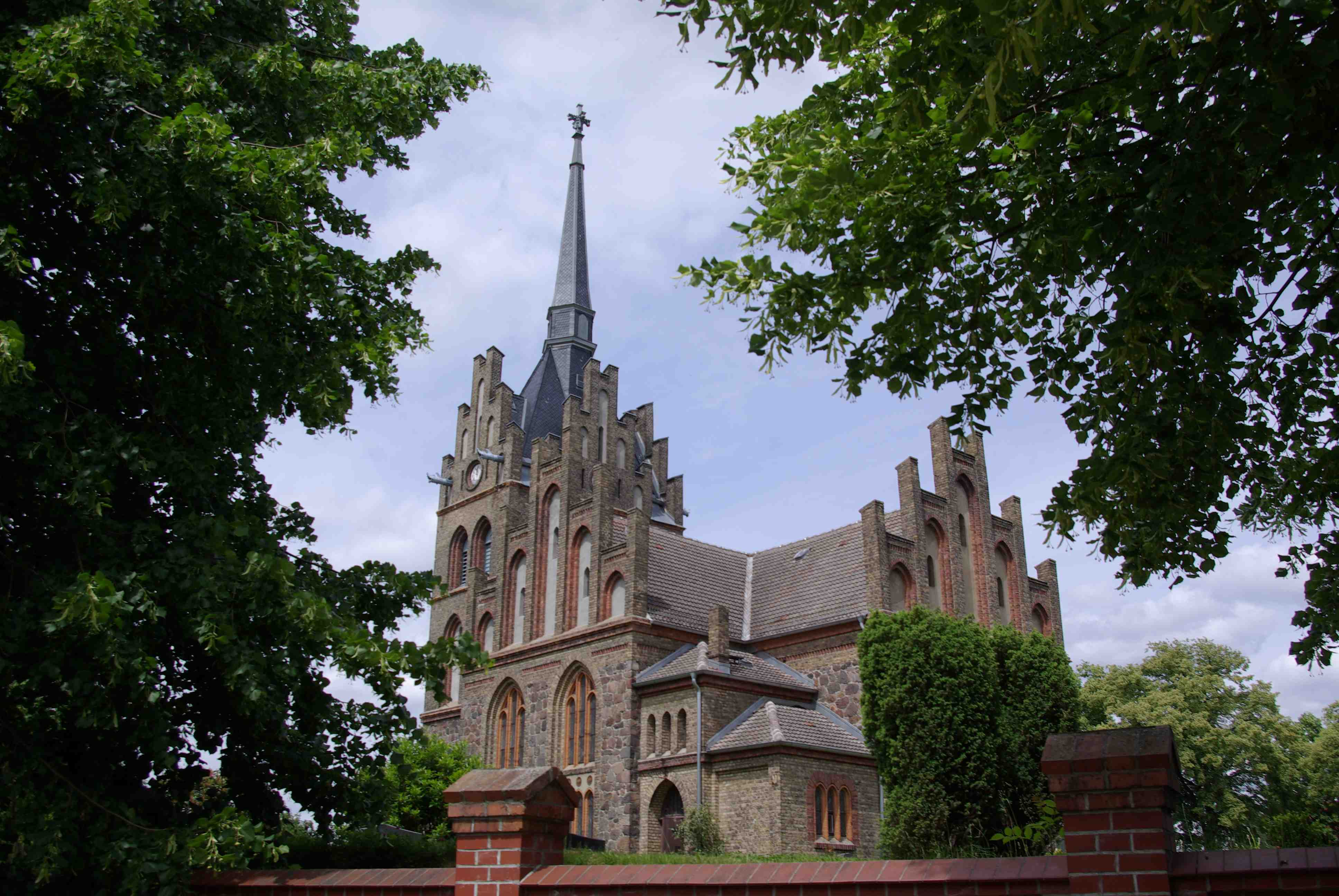
Kirche Herzberg
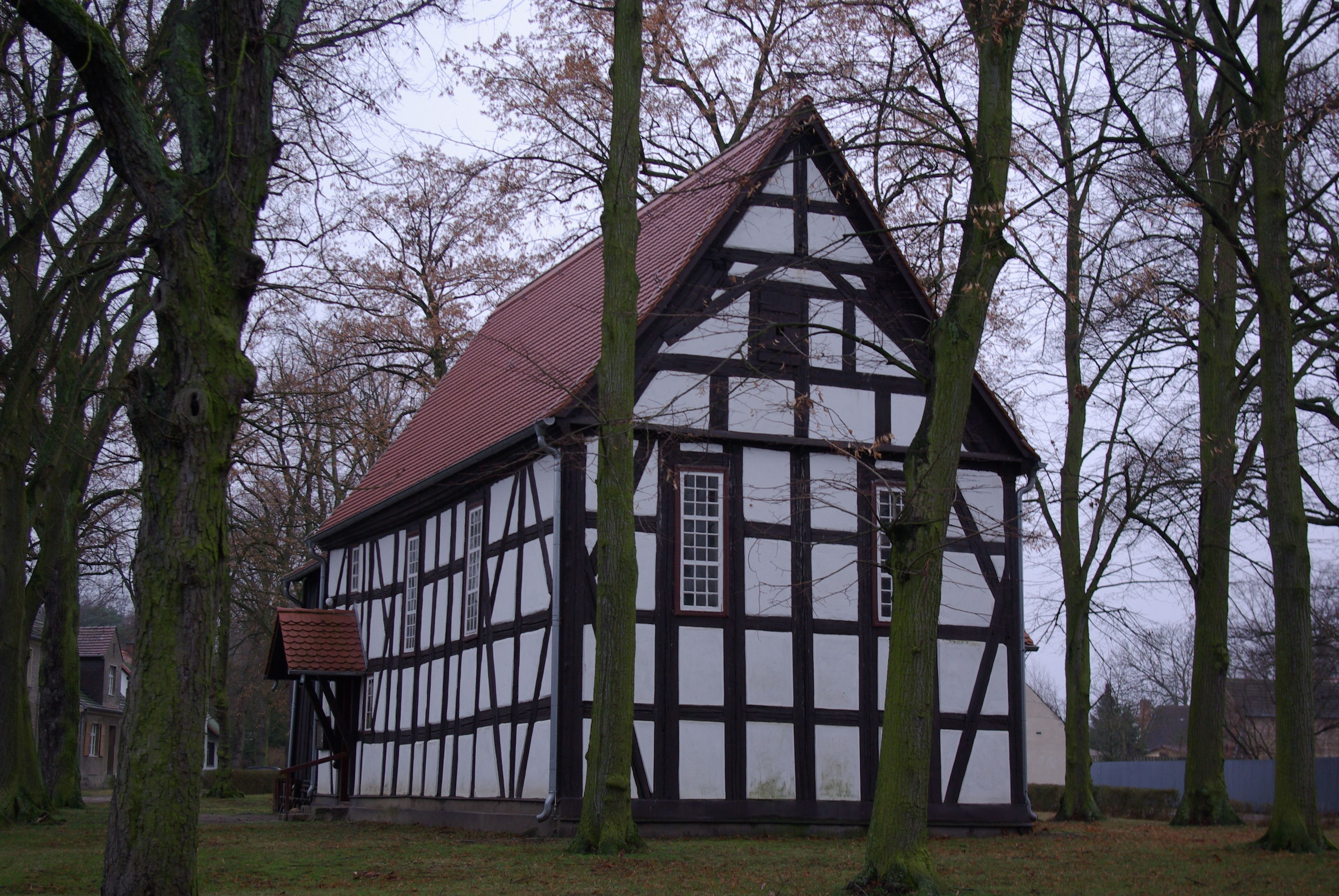
Kirche Groß Schauen
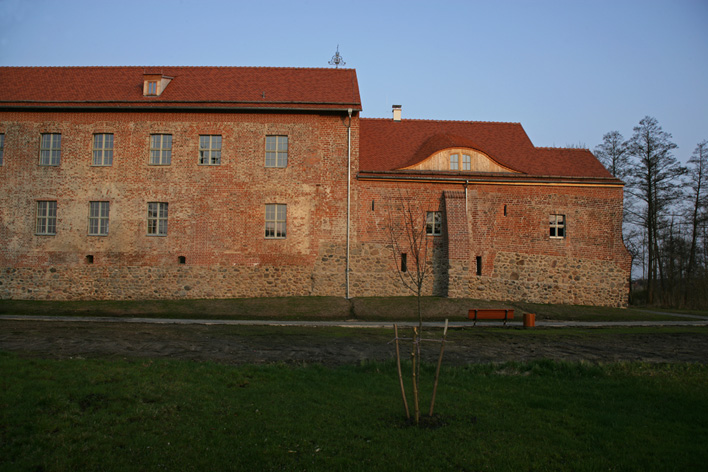
Burg Storkow